# الحزب الشيوعي البيروفي (ماركسي-لينيني)
الحزب الشيوعي البيروفي (الماركسي اللينيني) (بالإسبانية: Partido Comunista del Perú (marxista-leninista)) هو حزب سياسي شيوعي في بيرو. تأسس في عام 2001 من قبل مجموعة انشقت عن الحزب الشيوعي البيروفي - الوطن الأحمر، في عام 1999. في يوليو 2019، شارك الحزب في اجتماع الأحزاب والمنظمات الماركسية اللينينية في أمريكا اللاتينية ومنطقة البحر الكاريبي، الذي استضافه المؤتمر الدولي للأحزاب والمنظمات الماركسية اللينينية ووقع إعلانه السياسي.
ينشر الحزب صحيفة العلم البروليتاري.